# Personalna unija
Personalna unija je zajednica dviju ili više država koje su vezane samo time što im je ista osoba državni poglavar, i to ne na osnovi ugovora nego prema ustavnim propisima svake od njih. Inače su te države potpuno odvojene, kako s obzirom na njihove unutrašnje tako i vanjske poslove. Prema tome, one su samostalne u pravom smislu riječi, a sama unija nije država. 
Personalna unija se dakle sastoji od dva ili više entiteta koji se međunarodno smatraju odvojenim državama, ali dijele istog državnog poglavara te stoga također dijele samo političke djelatnosti vezane uz državnog poglavara i rijetko izvanredno malo ostalih. Personalnu uniju ne smije se poistovjetiti s federacijom (poput Sjedinjenih Država), koje se međunarodno smatraju pojedinačnom državom.
Personalne unije mogu nastati iz vrlo različitih razloga opsega od skoro slučajnosti (princeza koja je već udana za kralja postaje vladajućom kraljicom, a njihovo dijete nasljeđuje krunu obiju zemalja) do praktički aneksije (gdje se presonalna unija ponekad vidi kao način sprječavanja ustanaka). One također mogu biti zakonske (ustavi država jasno izražavaju da će se udružiti zajedno) ili nezakonske (u kojem slučaju mogu lako biti prekinute npr. različitim nasljednim pravilima).
Budući da se predsjednike republika redovno bira između građana države o kojoj se radi, personalne su unije gotovo isključivo pojava u monarhijama. S opadanjem njihova broja tijekom 20. stoljeća, personalne unije su postale prilično rijetke. Ondje gdje postoje, najznačajnije među takozvanim Kraljevstvima Commonwealtha, većinom su danas ceremonijalne, dok generalni guverner, po teoriji predstavnik državnog poglavara, ima samo marginalnu političku moć te se imenuje i mora slušati savjet mjesnog poglavara vlade.
Između personalnih unija i federacija postoji nekakvo sivo područje, jer jedno obično preraste u drugo. Ovaj članak pokušaj je popisivanja povijesnih i suvremenih personalnih unija.
| Indeks: 0-9 A B C Č Ć D Dž Đ E F G H I J K L Lj M N Nj O P Q R S Š T U V W X Y Z Ž |

## Albanija
- Personalna unija (nije opće priznata) s Italijom od 1939. do 1946. (kada je proglašena republikom)
- Personalna unija (nije opće priznata) s Etiopijom od 1939. do 1941.

## Andora
- Djelomična personalna unija s Francuskom od 1607. (francuski predsjednik i nekoć kralj Francuske jedan je od državnih poglavara Andore)

## Antigva i Barbuda
- Od 1981. nakon stjecanja neovisnosti, kraljevstvo Commonwealtha, službeno personalna unija od 1927., ujedinjuje Antigvu i Barbudu s Australijom, Bahamima, Barbadosom, Belizeom, Grenadom, Jamajkom, Kanadom, Novim Zelandom, Papuom Novom Gvinejom, Solomonskim Otocima, Svetom Lucijom, Svetim Kristoforom i Nevisom, Svetim Vincentom i Grenadinima, Tuvaluom i Ujedinjenim Kraljevstvom.

- Također su bili ujedinjeni Cejlon (sada Šri Lanku; 1948. – 1972.), Fidži (1970. – 1987.), Gambiju (1965. – 1970.), Ganu (1957. – 1960.), Gvajanu (1966. – 1970.), Indiju (1877. – 1950., antedatirajući Commonwealth), Irsku (1931. – 1936./1949.), Južnu Afriku (1931. – 1961.), Keniju (1963. – 1964.), Malavi (1964. – 1966.), Maltu (1964. – 1974.), Mauricijus (1968. – 1992.), Nigeriju (1960. – 1992.), Pakistan (1947. – 1956.), Sierra Leone (1961. – 1971.), Tanganjiku (sada Tanzaniju; 1961. – 1962.), Trinidad i Tobago (1962. – 1976.) i Ugandu (1962. – 1963.). Nisu svi navedeni bili u personalnoj uniji između Antigve i Barbude i spomenutih zemalja jer su prestali biti kraljevstva Commonwealtha prije neovisnosti Antigve i Barbude, ali su ipak zbog sažetosti ovdje uključeni.

## Australija
- Od 1939./1942. nakon retroaktivnog prihvaćanja Westminsterskog statuta, kraljevstvo Commonwealtha, službeno personalna unija od 1927. (vidi Antigva i Barbuda, iznad, za prošle i sadašnje sudionike)

## Austrija
- Personalna unija s Mađarskom od 1867. do 1918. (dvojna monarhija Austro-Ugarske)

## Bahami
- Od 1973. nakon neovisnosti od Ujedinjenog Kraljevstva, kraljevstvo Commonwealtha, službeno personalna unija od 1927. (vidi Antigva i Barbuda, iznad, za prošle i sadašnje sudionike)

## Barbados
- Od 1966. nakon neovisnosti od Ujedinjenog Kraljevstva, kraljevstvo Commonwealtha, službeno personalna unija od 1927. (vidi Antigva i Barbuda, iznad, za prošle i sadašnje sudionike)

## Belize
- Od 1961. nakon neovisnosti od Ujedinjenog Kraljevstva, kraljevstvo Commonwealtha, službeno personalna unija od 1927. (vidi Antigva i Barbuda, iznad, za prošle i sadašnje sudionike)

## Cejlon
- (sada Šri Lanka) kraljevstvo Commonwealtha od 1948. – 1972. (kada postaje republika). Vidi Antigva i Barbuda, iznad, za prošle i sadašnje sudionike.

## Danska
- Personalna unija s Norveškom od 1380. do 1536. (kada je Norveška službeno pripojena danskom kraljevstvu, često zvana Danska-Norveška)
- Kalmarska unija s Norveškom i Švedskom od 1389. do 1521. (ponekad prekidana)
- Kraljevi Danske u isto vrijeme su bili kneževi Schleswiga i Holsteina od 1460. do 1864. (Holstein je bio dio Svetog Rimskog Carstva)
- Personalna unija s Islandom od 1918. (prekinuta od Danske) do 1944.

## Engleska
- Personalna unija s Irskom od 1541. (kada se Irska uzdigla na razinu kraljevstva) do 1707.
- Personalna unija sa Škotskom od 1603. do 1707. (kada su zajedno udružene u Kraljevstvo Velike Britanije)
- Personalna unija s Nizozemskom od 1689. do 1702., s kraljem Engleske, Škotske i Irske koji je također služio kao Stadtholder većine pokrajina Nizozemske. Prava situacija bila je neznatno složenija s nizozemskim pokrajinama Holandijom, Zelandom i Utrechtom koje su ušle u personalnu uniju 1672., Gelderlandom i Overijsselom 1675. i Drentheom 1696. Samo 2 nizozemske pokrajine nikad nisu ušle u personalnu uniju: Frizija i Groningen.
- Personalna unija s Hannoverom.

## Etiopija
- Personalna unija (nije opće priznata) s Italijom od 1936. do 1941.
- Personalna unija (nije opće priznata) s Albanijom od 1939. do 1941.

## Fidži
- Kraljevstvo Commonwealtha od 1970. do 1987. (vojni puč nakon neovisnosti). Vidi Antigva i Barbuda, iznad, za prošle i sadašnje sudionike.

## Finska
- Personalna unija s Rusijom od 1809. (ustupljena od Švedske) do 1917.

## Francuska
- Djelomična personalna unija s Andorom od 1607. (francuski predsjednik jedan je od državnih poglavara Andore)

## Gambija
- Kraljevstvo Commonwealtha od 1965. – 1970. (republika nakon neovisnosti). Vidi Antigva i Barbuda, iznad, za prošle i sadašnje sudionike.

## Gana
- Kraljevstvo Commonwealtha od 1957. – 1960. (republika nakon neovisnosti). Vidi Antigva i Barbuda, iznad, za prošle i sadašnje sudionike.

## Grenada
- Od 1974. nakon neovisnosti od Ujedinjenog Kraljevstva, kraljevstvo Commonwealtha, službeno personalna unija od 1927. (vidi Antigva i Barbuda, iznad, za prošle i sadašnje sudionike)

## Gvajana
- Kraljevstvo Commonwealtha od 1966. – 1970. (republika nakon neovisnosti). Vidi Antigva i Barbuda, iznad, za prošle i sadašnje sudionike.

## Hannover
- Personalna unija s Velikom Britanijom i Irskom od 1714. do 1801.
- Personalna unija s Ujedinjenim Kraljevstvom od 1801. do 1837.

## Hrvatska
- Personalna unija s Mađarskom od 1102. do 1526., ? - 1918.

## Indija
- Personalna unija s Ujedinjenim Kraljevstvom od 1877. – 1950.
- Kraljevstvo Commonwealtha od 1927. – 1950. (kada je postala republika)

## Irska
- Personalna unija s Engleskom od 1541. (uzdignuta na razinu kraljevstva) do 1707.
- Personalna unija sa Škotskom od 1603. do 1707.
- Personalna unija s Nizozemskom od 1689. do 1702., s kraljem Engleske, Škotske i Irske koji je također služio kao Stadtholder većine pokrajina Nizozemske. Prava situacija bila je neznatno složenija s nizozemskim pokrajinama Hollandom, Zeelandom i Utrechtom koje su ušle u personalnu uniju 1672., Gelderlandom i Overijsselom 1675. i Drentheom 1696. Samo 2 nizozemske pokrajine nikad nisu ušle u personalnu uniju: Friesland i Groningen.
- Personalna unija s Velikom Britanijom od 1707. do 1801. (kada su zajedno udružene u Ujedinjeno Kraljevstvo Velike Britanije i Irske)
- Personalna unija s Hannoverom od 1714. do 1801.
- Personalna unija s Ujedinjenim Kraljevstvom od 1922. (prekinuta) do 1936./1949. (Irska Slobodna Država, ne Sjeverna Irska)
- Kraljevstvo Commonwealtha od 1927. – 1936./1949.

## Island
- Personalna unija s Danskom od 1918. (prekinuta od Danske) do 1944.

## Italija
- Personalna unija (nije opće priznata) s Etiopijom od 1936. do 1941.
- Personalna unija (nije opće priznata) s Albanijom od 1939. do 1941.

## Jamajka
- Od 1962. nakon neovisnosti od Ujedinjenog Kraljevstva, kraljevstvo Commonwealtha, službeno personalna unija od 1927. (vidi Antigva i Barbuda, iznad, za prošle i sadašnje sudionike)

## Južna Afrika
- Kraljevstvo Commonwealtha od 1931. – 1971. (republika nakon Westminsterskog statuta). Vidi Antigva i Barbuda, iznad, za prošle i sadašnje sudionike.

## Kanada
- Od 1931. kroz Westminsterski statut, kraljevstvo Commonwealtha, službeno personalna unija od 1927. (vidi Antigva i Barbuda, iznad, za prošle i sadašnje sudionike)

## Kenija
- Kraljevstvo Commonwealtha od 1963. – 1964. (republika nakon neovisnosti). Vidi Antigva i Barbuda, iznad, za prošle i sadašnje sudionike.

## Litva
- Personalna unija s Poljskom od 1386. do 1569. - Poljsko-Litavska Unija. 1569. preoblikovana u federaciju Poljsko-Litavske Zajednice.

## Luksemburg
- Personalna unija s Nizozemskom od 1815. do 1890.

## Mađarska
- Personalna unija s Hrvatskom od 1102. do 1526.

- Personalna unija s Poljskom od 1370. do 1382. pod vladavinom Ludovika Velikog. To se razdoblje u poljskoj povijesti ponekad naziva Andegawenska Poljska. Ludovik je naslijedio poljsko prijestolje od svojega ujaka Kazimira III. Nakon Ludovikove smrti poljski plemići (šljahta) su odlučili da prekinu personalnu uniju jer nisu više željeli da se vlada iz Mađarske pa su odabrali Ludovikovu mlađu kćer Jadvigu kao svoju novu vladaricu, dok je Mađarsku naslijedila njegova starija kćer Marija.
- Personalna unija s Austrijom od 1867. do 1918. (dvojna monarhija Austro-Ugarske) pod vladavinom Franje Josipa i Karla IV (zapravo to je bila prije dinastička unija, a ne personalna unija.)

## Malta
- Kraljevstvo Commonwealtha od 1964. – 1974. (republika nakon neovisnosti). Vidi Antigva i Barbuda, iznad, za prošle i sadašnje sudionike.

## Mauricijus
- Kraljevstvo Commonwealtha od 1968. – 1992. (republika nakon neovisnosti). Vidi Antigva i Barbuda, iznad, za prošle i sadašnje sudionike.

## Nigerija
- Kraljevstvo Commonwealtha od 1960. – 1973. (republika nakon neovisnosti). Vidi Antigva i Barbuda, iznad, za prošle i sadašnje sudionike.

## Nizozemska
- Personalna unija s Engleskom, Škotskom i Irskom od 1672. do 1702., s kraljem Engleske, Škotske i Irske koji je također služio kao Stadtholder većine pokrajina Nizozemske. Prava situacija bila je neznatno složenija s nizozemskim pokrajinama Hollandom, Zeelandom i Utrechtom koje su ušle u personalnu uniju 1672., Gelderlandom i Overijsselom 1675. i Drentheom 1696. Samo 2 nizozemske pokrajine nikad nisu ušle u personalnu uniju: Friesland i Groningen.
- Personalna unija s Luksemburgom od 1815. do 1890.

## Norveška
- Personalna unija sa Švedskom od 1319. do 1343.
- Personalna unija s Danskom od 1380. do 1536. (kada je Norveška službeno pripojena danskom kraljevstvu, često zvana Danska-Norveška)
- Kalmarska unija s Norveškom i Švedskom od 1389. do 1521. (ponekad prekidana)
- Personalna unija sa Švedskom od 1814. do 1905. (kada je Norveška ustupljena od Danske i ušla u uniju sa Švedskom, ponekad zvana Sweden-Norway)

## Novi Zeland
- Od 1947. nakon prihvaćanja Westminsterskog statuta, kraljevstvo Commonwealtha, službeno personalna unija od 1927. (vidi Antigva i Barbuda, iznad, za prošle i sadašnje sudionike)

## Pakistan
- Kraljevstvo Commonwealtha od 1947. – 1956. (republika nakon neovisnosti od Indije). Vidi Antigva i Barbuda, iznad, za prošle i sadašnje sudionike.

## Papua Nova Gvineja
- Od 1975. nakon neovisnosti od Australije, kraljevstvo Commonwealtha, službeno personalna unija od 1927. (vidi Antigva i Barbuda, iznad, za prošle i sadašnje sudionike)

## Poljska
- Personalna unija s Mađarskom od 1370. do 1382. (vidi odlomak o Mađarskoj iznad)
- Personalna unija s Litvom od 1386. do 1569. poznata kao Poljsko-Litavska Unija. 1569. unija je preoblikovana u federaciju Poljsko-Litavske Zajednice.

## Poljsko-Litavska Zajednica
- Personalna unija sa Švedskom od 1592. do 1599.

## Portugal
- Iberska unija sa Španjolskom od 1580. do 1640. (pod Filipom II Španjolskim, njegovim sinom i unukom)

## Rusija
- Personalna unija s Finskom od 1809. do 1917.

## Schleswig i Holstein
- Kneževstva s vlastitim pravilima o nasljeđivanju.

## Sierra Leone
- Kraljevstvo Commonwealtha od 1961. – 1971. (republika nakon neovisnosti). Vidi Antigva i Barbuda, iznad, za prošle i sadašnje sudionike.

## Solomonski Otoci
- Od 1978. nakon neovisnosti od Ujedinjenog Kraljevstva, kraljevstvo Commonwealtha, službeno personalna unija od 1927. (vidi Antigva i Barbuda, iznad, za prošle i sadašnje sudionike)

## Sveta Lucija
- Od 1979. nakon neovisnosti od Ujedinjenog Kraljevstva, kraljevstvo Commonwealtha, službeno personalna unija od 1927. (vidi Antigva i Barbuda, iznad, za prošle i sadašnje sudionike)

## Sveti Kristofor i Nevis
- Od 1983. nakon neovisnosti od Ujedinjenog Kraljevstva, kraljevstvo Commonwealtha, službeno personalna unija od 1927. (vidi Antigva i Barbuda, iznad, za prošle i sadašnje sudionike)

## Sveti Vincent i Grenadini
- Od 1979. nakon neovisnosti od Ujedinjenog Kraljevstva, kraljevstvo Commonwealtha, službeno personalna unija od 1927. (vidi Antigva i Barbuda, iznad, za prošle i sadašnje sudionike)

## Sveto Rimsko Carstvo
- Personalna unija sa Španjolskom od 1519. do 1556. pod Karlom V.

## Škotska
- Personalna unija s Engleskom i Irskom od 1603. do 1707. (kada su Engleska i Škotska udružene u Kraljevstvo Velike Britanije)
- Personalna unija s Nizozemskom od 1672. do 1702., s kraljem Engleske, Škotske i Irske koji je također služio kao Stadtholder većine pokrajina Nizozemske. Prava situacija bila je neznatno složenija s nizozemskim pokrajinama Hollandom, Zeelandom i Utrechtom koje su ušle u personalnu uniju 1672., Gelderlandom i Overijsselom 1675. i Drentheom 1696. Samo 2 nizozemske pokrajine nikad nisu ušle u personalnu uniju: Friesland i Groningen.

## Španjolska
- Personalna unija sa Svetim Rimskim Carstvom od 1519. do 1556. pod Karlom I (Karlo V, rimsko-njemački car)
- Iberska unija s Portugalom od 1580. do 1640. (pod Filipom II Španjolskim, njegovim sinom i unukom)
- Od 1460. do 1864. Dijelovi svih kneževstva u personalnoj uniji s Danskom.

## Švedska
- Personalna unija s Norveškom od 1319. do 1343.
- Kalmarska unija s Danskom i Norveškom od 1389. do 1521. (ponekad prekidana)
- Personalna unija s Poljsko-Litavskom Zajednicom od 1592. do 1599.
- Personalna unija s Norveškom od 1814. do 1905. (ponekad nazvana Sweden-Norway)

## Tanganjika
- (sada Tanzanija) kraljevstvo Commonwealtha od 1961. – 1962. (republika nakon neovisnosti). Vidi Antigva i Barbuda, iznad, za prošle i sadašnje sudionike.

## Trinidad i Tobago
- Kraljevstvo Commonwealtha od 1962. – 1976. (republika nakon neovisnosti). Vidi Antigva i Barbuda, iznad, za prošle i sadašnje sudionike.

## Tuvalu
- Od 1978. kroz neovisnost od Ujedinjenog Kraljevstva, kraljevstvo Commonwealtha, službeno personalna unija od 1927. (vidi Antigva i Barbuda, iznad, za prošle i sadašnje sudionike)

## Uganda
- Kraljevstvo Commonwealtha od 1962. – 1963. (republika nakon neovisnosti). Vidi Antigva i Barbuda, iznad, za prošle i sadašnje sudionike.

## Ujedinjeno Kraljevstvo Velike Britanije i Irske
- Personalna unija s Hannoverom od 1801. do 1837.

## Ujedinjeno Kraljevstvo Velike Britanije i Sjeverne Irske
- Personalna unija s Irskom od 1922. (prekinuta) do 1949.
- Od 1927. nakon stvaranja mnogostruke krune, kraljevstvo Commonwealtha, službeno personalna unija od 1927. (vidi Antigva i Barbuda, iznad, za prošle i sadašnje sudionike)

## Velika Britanija
- Personalna unija s Irskom od 1707. do 1801. (kada su zajedno udružene u Ujedinjeno Kraljevstvo Velike Britanije i Irske)
- Personalna unija s Hannoverom od 1714. do 1801.